# Andris Kravalis

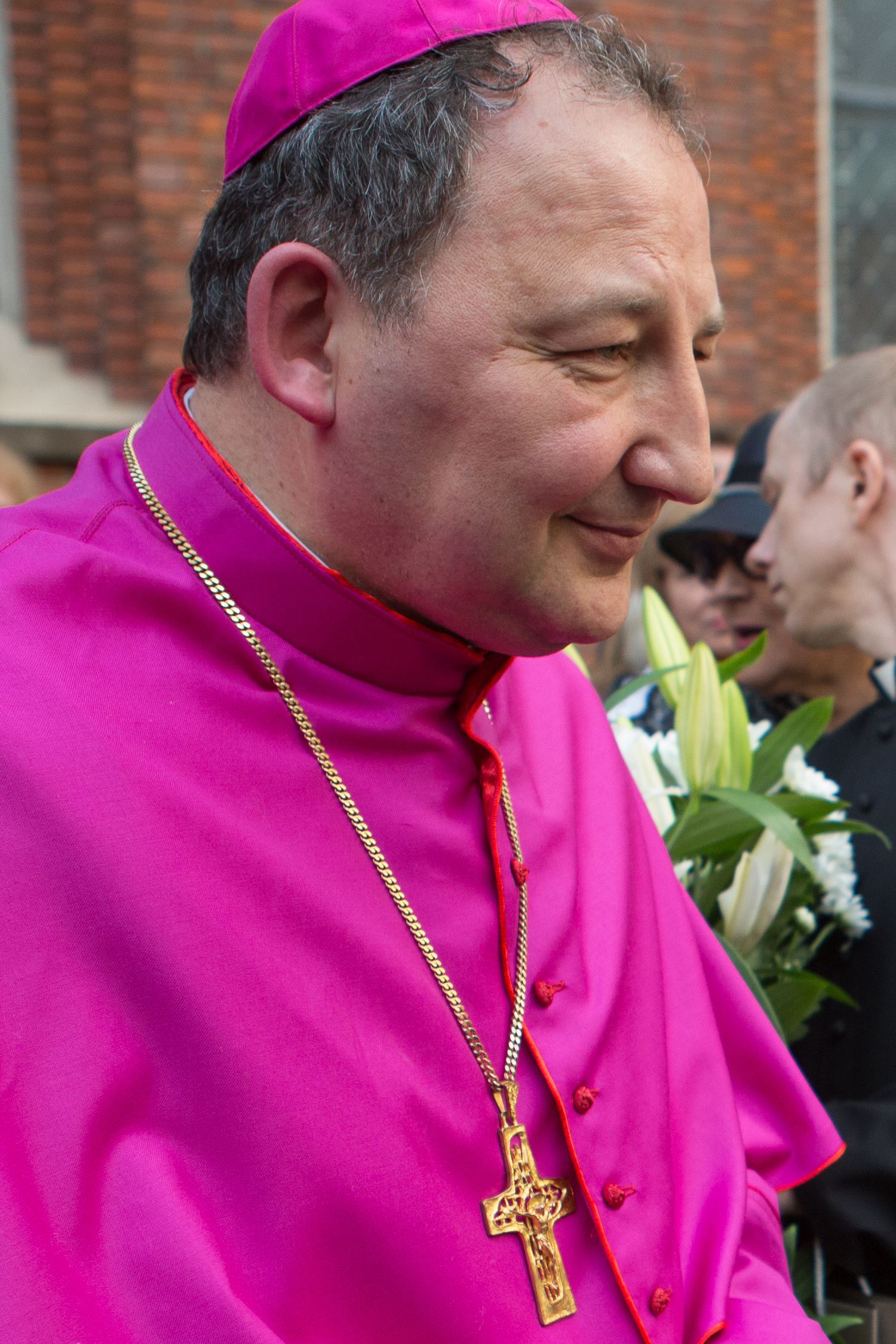
Andris Kravalis (2019)

Wappen von Andris Kravalis

Andris Kravalis (* 11. Juni 1967 in Gulbene, Lettische SSR) ist ein lettischer Geistlicher und römisch-katholischer Weihbischof in Riga.

## Leben
Andris Kravalis besuchte das Priesterseminar in Riga. Am 23. August 1999 empfing er das Sakrament der Priesterweihe.
Am 8. März 2019 ernannte ihn Papst Franziskus zum Titularbischof von Migirpa und zum Weihbischof in Riga. Der Erzbischof von Riga, Zbigņev Stankevičs, weihte ihn am 4. Mai desselben Jahres in der St. Jakobs-Kathedrale von Riga zum Bischof. Mitkonsekratoren waren Pedro López Quintana, Titularerzbischof pro hac vice von Acropolis und Apostolischer Nuntius in Österreich, und Pierre Paul Oscar d’Ornellas, Erzbischof von Rennes.